# Чики (строение)

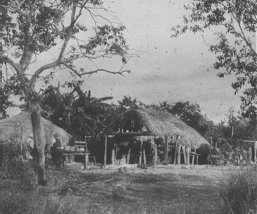
Индейский лагерь с чики для сна, приготовления и приёма пищи

Чики (англ. chikee или англ. chickee) — вид индейской хижины, традиционное жилище семинолов, исторически проживающих на территории штата Флорида. Слово «чики» на языках маскоги и микасуки, на которых говорят семинолы и микасуки означает «дом». Чики служили жильём коренного населения Америки до 20 века включительно.
Чики представляет собой укрытие, поддерживаемое деревянными столбами, с фальшполом, соломенной крышей и открытыми сторонами. Чики может быть поднята над землёй на сваях или платформах. Крышу для чики традиционно изготовляли из пальмовых или кипарисовых листьев. Чики получили широкое распространение среди семинолов во время Второй (1835—1842) и третьей (1855—1858) Войн семинолов, когда войска США вытесняли их всё глубже в Эверглейдс — плохо приспособленную для жизни заболоченную территорию южной Флориды. До этого, накануне Второй Семинольской войны семинолы жили в основном в срубах (англ. log cabins). Тем не менее, чики уже использовались племенами на юге Флориды, когда белые — сперва это были испанские конкистадоры, впервые появились там в XVI веке. Чики использовались семинолами для приготовления пищи, приёма пищи, отдыха и сна, причём разные чики могли иметь свою специализацию. Поднятые над землёй на сваях, чики хорошо подходили для болотистой местности, возводились быстро и полностью из местных подручных материалов.

## Современное использование

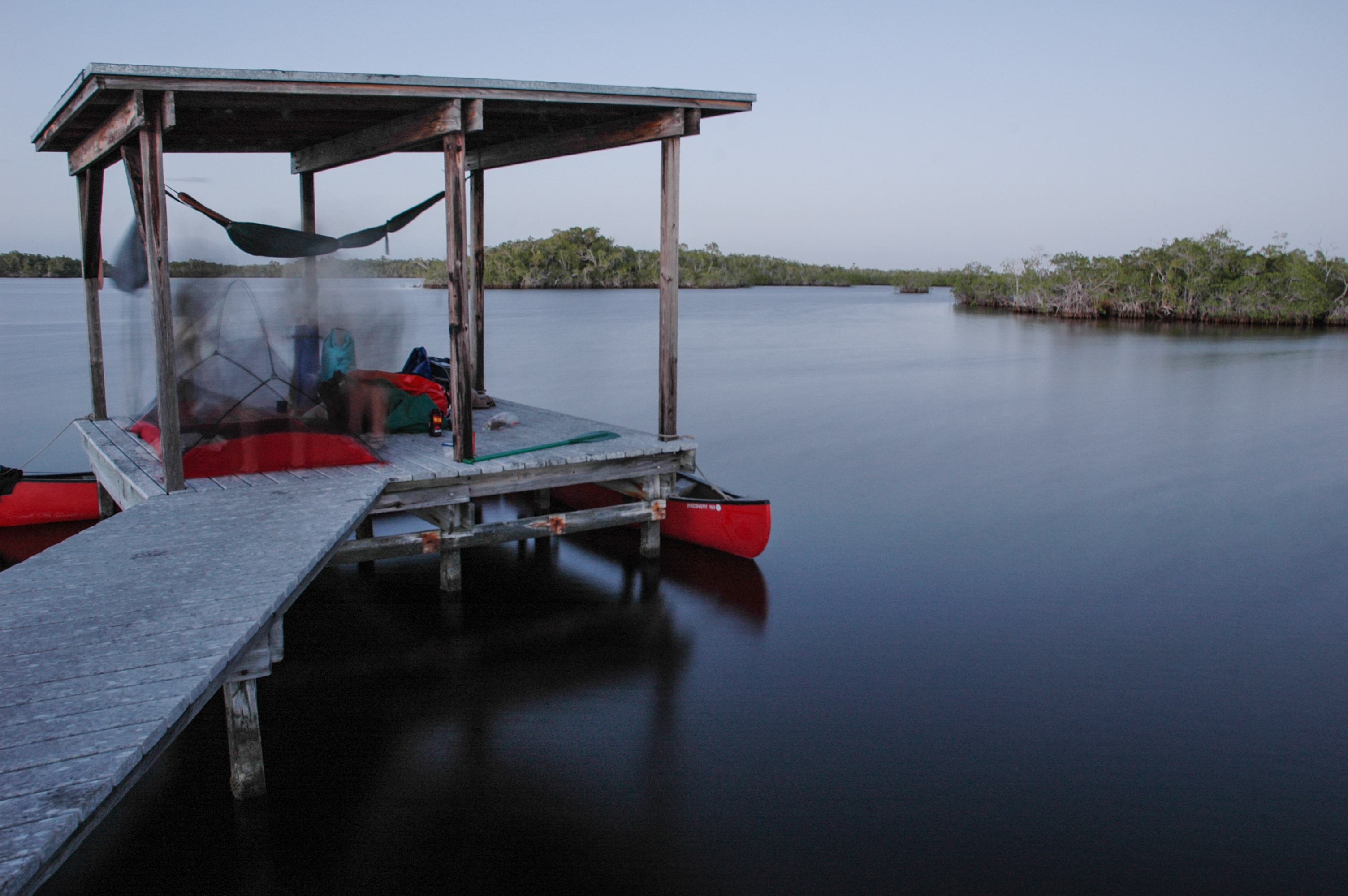
Установленная туристами палатка чики в Национальном парке Эверглейдс

В 21 веке чики продолжают использовать в индейских деревнях племени микасуки в Эверглейдсе, однако этим их современное использование отнюдь не ограничивается. На территории некоторых вилл на юге Флориды есть садовые постройки в стиле чики, которые используются, как беседки, в частности для отдыха у бассейна. Несколько ресторанов во Флориде используют чики для привлечения дополнительных посетителей.
Чики также используются в отдаленных районах Национального парка Эверглейдс, в том числе вдоль Водной Артерии Эверглейдс, где мангровые заросли или водно-болотные угодья не позволяют разбивать лагеря на суше. Эти деревянные конструкции, созданные и обслуживаемые в основном для бэккантри-кемперов, стоят в метре над водой и обычно вмещают от четырёх до пяти человек. Такие чики оборудованы переносными биотуалетами. Существуют даже «двойные чики», связанные между собой пешеходной дорожкой и могущие вместить от восьми до десяти человек. 
Подобные сооружения, хотя они и не называются чиками, также построены к северу от Флориды, в Национальном заповеднике дикой природы Окефеноки на юге штата Джорджия.
Благодаря улучшению технологий современные чики собирают в считанные часы. Они стали важной частью туристического бизнеса во Флориде. Предприниматели рассматривают чики не только как туристический аттракцион, но и как способ сохранить индейское культурное наследие.